# Incubus

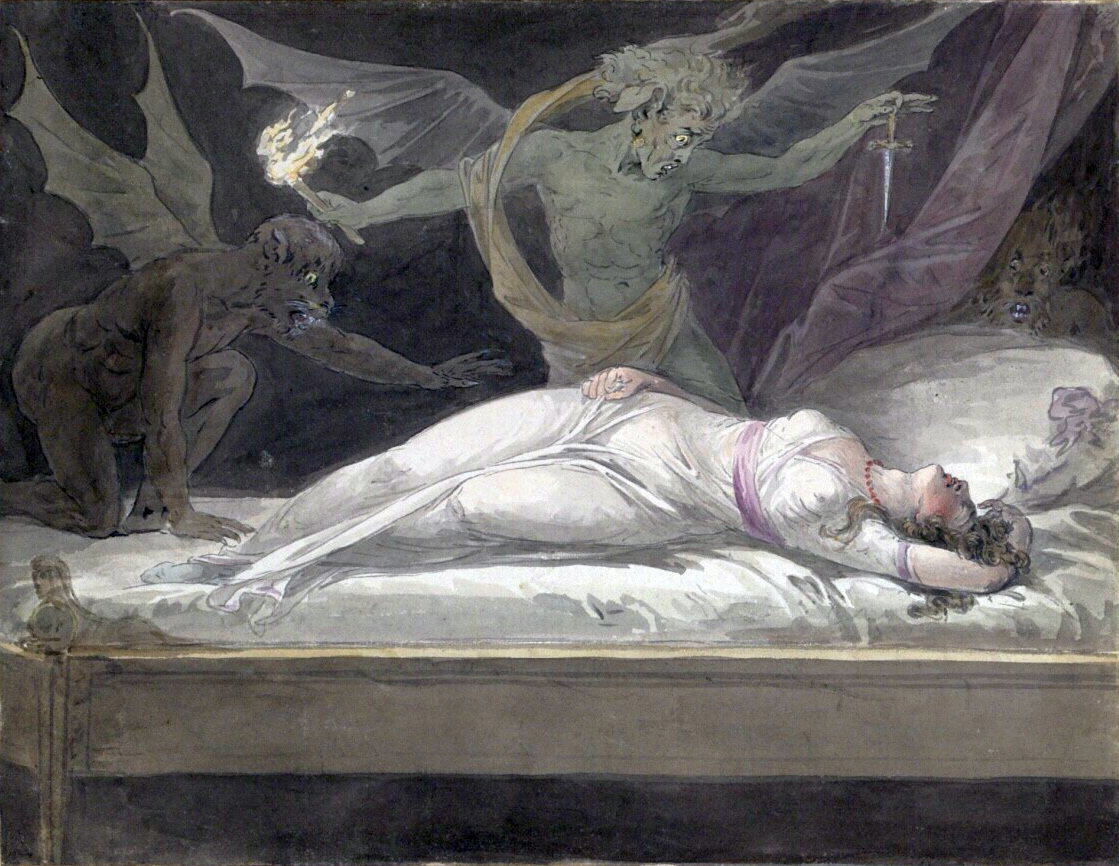
Incubus, 1870

Incubus (pl. incubi; též inkubus) je ve středověké křesťanské mytologii druh démona – astrálního upíra, který se pohlavně stýká se ženami, ve spánku je znásilňuje, případně u nich vyvolává sexuální představy. Incubus přitom oběti vyčerpává, někdy až k smrti.
Někdy je incubus označován jako mužský démon, ale tato interpretace není jednoznačná. Je popisován v různých podobách, často napůl hmotných, nebo zvířecích. Obecně jsou démoni ve středověké démonologii považováni za bezpohlavní. Jméno incubus z „ležeti nahoře“ zdůrazňuje, že démon vystupuje v mužské roli při pohlavním styku.
Ženskou obdobou incuba je succubus, démon, který svádí muže a souloží s nimi. Vzhledem k zmíněné bezpohlavnosti démonů je možné, aby tentýž démon vystupoval v různých situacích jako succubus i incubus.